# Aphanogmus crassiceps
Aphanogmus crassiceps är en stekelart som först beskrevs av Jean-Jacques Kieffer 1907.  Aphanogmus crassiceps ingår i släktet Aphanogmus och familjen pysslingsteklar. Arten är reproducerande i Sverige. Inga underarter finns listade i Catalogue of Life.